# Temyriwka
Temyriwka (ukr. Темирівка) – wieś na Ukrainie, w obwodzie zaporoskim, w rejonie połohowskim. W 2001 liczyła 618 mieszkańców.